# A szlovák korona (1993) pénzérméi
A szlovák korona pénzérméi Szlovákia 2009 előtt hivatalos készpénzének részét képezik. 1993-ban, Csehszlovákia felbomlása után jelentek meg. Az érmék a körmöcbányai pénzverdében készülnek.
| Kép                                            | Kép    | Névérték | Műszaki paraméterek | Műszaki paraméterek | Műszaki paraméterek | Műszaki paraméterek       | Leírás                  | Leírás                                     | Leírás                                                                      | Dátumok    | Dátumok           | Dátumok            |                  |
| Előlap                                         | Hátlap | Névérték | Átmérő              | Vastagság           | Tömeg               | Összetétel                | Perem                   | Hátlap                                     | Előlap                                                                      | Első veret | Kibocsátás        | Visszavonás        |                  |
| ---------------------------------------------- | ------ | -------- | ------------------- | ------------------- | ------------------- | ------------------------- | ----------------------- | ------------------------------------------ | --------------------------------------------------------------------------- | ---------- | ----------------- | ------------------ | ---------------- |
|                                                |        | 10 h     | 17,00 mm            | 1,50 mm             | 0,72 g              | 98% Al 2% Mg              | Sima                    | Címer, SLOVENSKÁ REPUBLIKA1, verési évszám | XIX. századi nyolcszögletű fa harangláb Zemplénből, értékjelzés             | 1993.      | 1993. október 29. | 2003. december 31. |                  |
|                                                |        | 20 h     | 19,50 mm            | 1,50 mm             | 0,95 g              | 96% Al 4% Mg              | Recés                   | Címer, SLOVENSKÁ REPUBLIKA1, verési évszám | A Krivány-csúcs a Magas-Tátrában, értékjelzés                               | 1993.      |                   | 2003. december 31. |                  |
|                                                |        | 50 h     | 22,00 mm            | 1,50 mm             | 1,20 g              | 98% Al 2% Mg              | Sima                    | Címer, SLOVENSKÁ REPUBLIKA1, verési évszám | A dévényi vár reneszánsz tornya                                             | 1993.      |                   | 2009. január 16    |                  |
|                                                |        | 50 h     | 18,75 mm            | 1,60 mm             | 2,80 g              | 100% Fe Bevonat: Cu       | Felváltva sima és recés | Címer, SLOVENSKÁ REPUBLIKA1, verési évszám | A dévényi vár reneszánsz tornya                                             | 1996.      |                   | 2009. január 16    |                  |
|                                                |        | 1 Sk     | 21,00 mm            | 1,70 mm             | 3,85 g              | 100% Fe Bevonat: Cu és Zn | Recés                   | Címer, SLOVENSKÁ REPUBLIKA1, verési évszám | A Madonna a gyermek Jézussal (gótikus faszobor Körmöcbányáról), értékjelzés | 1993.      |                   | 2009. január 16    |                  |
|                                                |        | 2 Sk     | 22,50 mm            | 1,70 mm             | 4,40 g              | 100% Fe Bevonat: Ni       | Motívumos               | Címer, SLOVENSKÁ REPUBLIKA1, verési évszám | Magna Mater (vénuszszobor Kisváradról), értékjelzés                         | 1993.      |                   | 2009. január 16    |                  |
|                                                |        | 5 Sk     | 24,75 mm            | 1,70 mm             | 5,40g               | 100%Fe Bevonat: Ni        | Recés                   | Címer, SLOVENSKÁ REPUBLIKA1, verési évszám | Biatec, értékjelzés                                                         | 1993.      |                   | 2009. január 16    |                  |
|                                                |        | 10 Sk    | 26,50 mm            | 1,70 mm             | 6,60 g              | 92% Cu 6%Al 2% Ni         | Motívumos               | Címer, SLOVENSKÁ REPUBLIKA1, verési évszám | X. századi bronzkereszt (a nagymácsédi leletből), értékjelzés               | 1993.      |                   | 2009. január 16    | 1993. február 8. |
| A képeken 2,5 pixel felel meg 1 milliméternek. |        |          |                     |                     |                     |                           |                         |                                            |                                                                             |            |                   |                    |                  |

## Megjegyzés
1. SLOVENSKÁ REPUBLIKA (szlovák) = Szlovák Köztársaság